# Rodolfo di Barbena
Rodolfo di Barbena (noto anche come Rodolfo figlio di Éven; fl. XI secolo) è stato un cavaliere medievale normanno vissuto nella prima metà dell'XI secolo al seguito della casata Altavilla.

## Biografia
Partecipò a Melfi al parlamento generale dei baroni longobardi e normanni, indetto al principio del 1043 da Guaimario V, principe longobardo di Salerno, da Rainulfo Drengot, conte di Aversa, e da Guglielmo I d'Altavilla.
Come gli altri partecipanti rese omaggio come vassallo al principe Guaimario, il quale riconobbe a Guglielmo d'Altavilla il titolo di conte, facendo nascere la contea di Puglia.
I territori del nuovo Stato, a eccezione della capitale Melfi, furono suddivisi in dodici baronie e Rodolfo di Barbena ottenne la baronia di Monte Sant'Angelo, comprendente il territorio della Capitanata e il promontorio del Gargano.
Assoldato poi dall'abate Richiero di Montecassino, con gli altri normanni si mise a devastare la regione.
Quando Rodolfo e altri 15 normanni decisero di riconciliarsi con l'abate, si presentarono disarmati, ma furono tutti massacrati dai monaci, tranne Rodolfo, salvato dallo stesso abate.